# Palais de justice de Verviers
Le palais de justice de Verviers est un édifice de style néo-classique situé à Verviers, dans la province de Liège en Belgique. Il est un des bâtiments les plus emblématiques de la ville de Verviers.
Le palais de justice présente ses trois façades le long de la rue du Palais (façade sud), de la rue Paul Janson (façade ouest) et de la rue du Tribunal (façade est)

## Historique
Le palais de justice de Verviers a été édifié en trois temps :
- la façade sud (sans la tour) a été réalisée de 1830 à 1853 d'après les plans de l'architecte bruxellois Joseph Jonas Dumont, à l'emplacement de l'ancien couvent et jardins des Carmes,
- la tour ainsi que les façades ouest et est sont réalisées vers 1896 et sont l'œuvre de l'architecte liégeois Remouchamps,
- l'aile nord en brique et pierre de taille est une construction récente de style contemporain.

En 2020, d'importants travaux de restauration sont entrepris sur la façade ouest et devraient durer de nombreuses années.

## Architecture
Ce vaste bâtiment est réalisé dans un style néo-classique. Il est repris à l'inventaire du patrimoine immobilier culturel de la région wallonne mais ne fait pas l'objet d'un classement. 

### Façade sud
La façade sud se compose initialement (sans compter la tour qui a été ajoutée) de quinze travées de deux niveaux (un étage) bâtis en pierre de taille calcaire. Les première, troisième, treizième et quinzième travées sont plus étroites et pourvues à l'étage de niches abritant respectivement les statues de Charles de Méan, Mathias de Louvrex (actuellement enlevée), Oliver Leclercq, et Toussaint Dandrimont, jurisconsultes. Les autres travées se composent à l'étage de baies cintrées. Au rez-de-chaussée, les septième, huitième et neuvième travées sont pourvues de portes à deux battants. Cette façade mesure une cinquantaine de mètres

### Tour
À gauche de la façade sud, se trouve une travée intermédiaire et une tour carrée de quatre niveaux en pierre calcaire dominant le bâtiment. Deux horloges sont placées au troisième niveau aux côtés sud et ouest.

### Façade ouest
La façade ouest appelée aussi l'aile Janson est constituée de treize travées (sans compter la tour). Contrairement à la façade sud, elle est réalisée en pierre de taille et brique et présente plusieurs travées en ressaut. La travée centrale est la travée placée le plus en avant. Elle possède une vaste porte d'entrée située au-dessous de plusieurs marches.

### Façade est
La façade orientale de treize travées est de même composition architecturale que celle de l'ouest mais avec un léger ressaut pour les deuxième et huitième travées et un léger retrait pour la douzième travée.

## Galerie

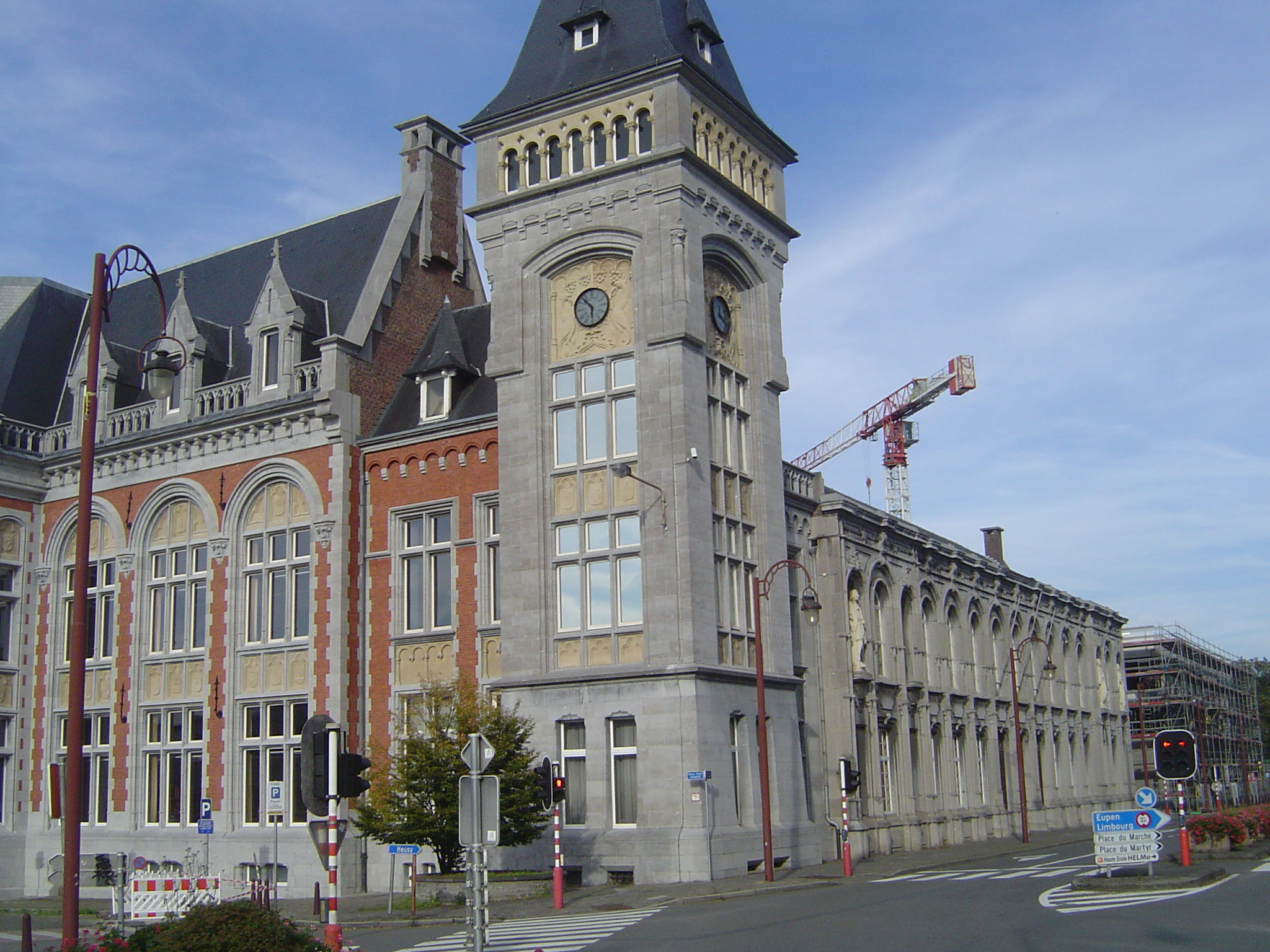
Partie de la façade ouest, tour et façade sud
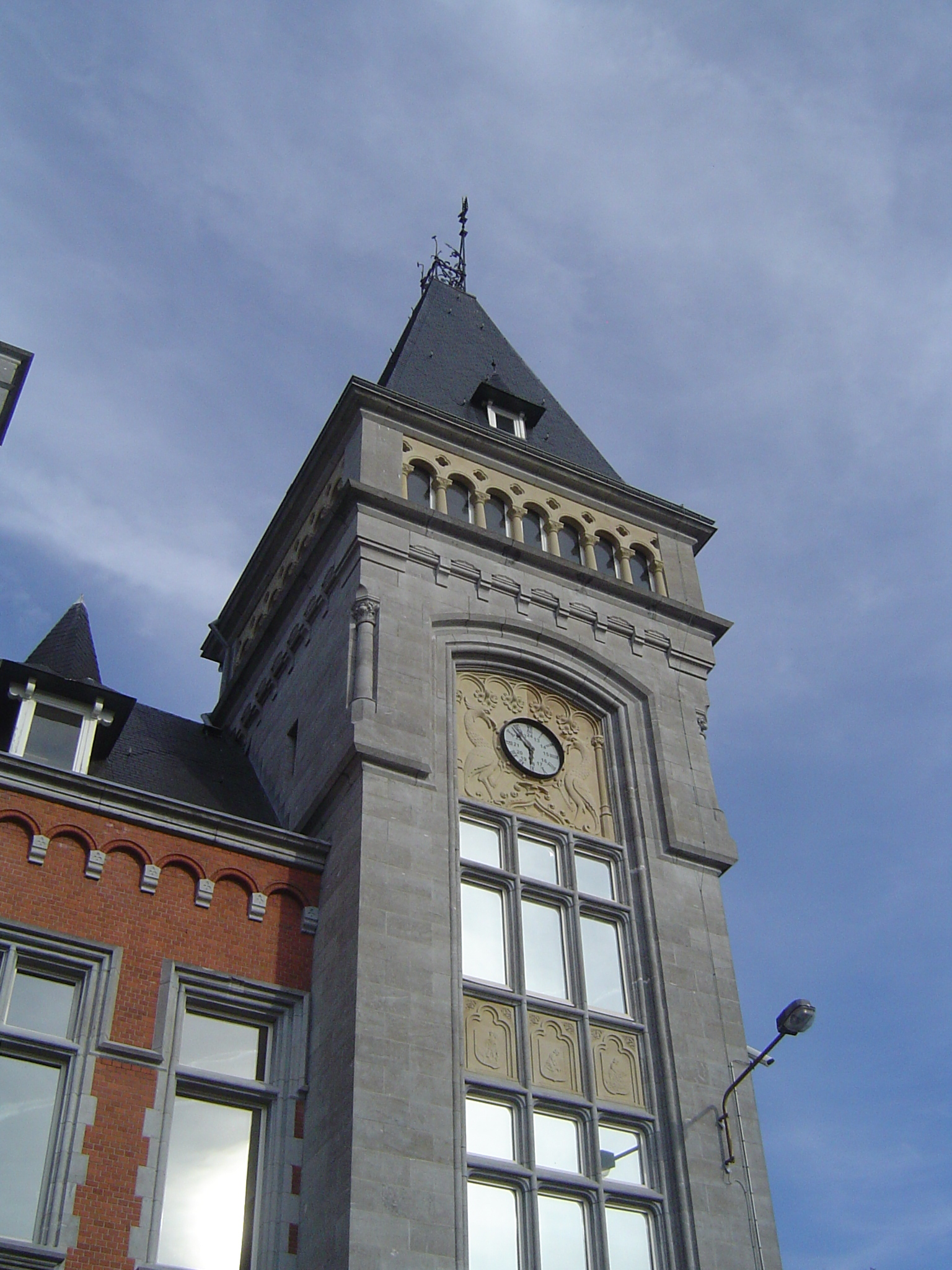
La tour
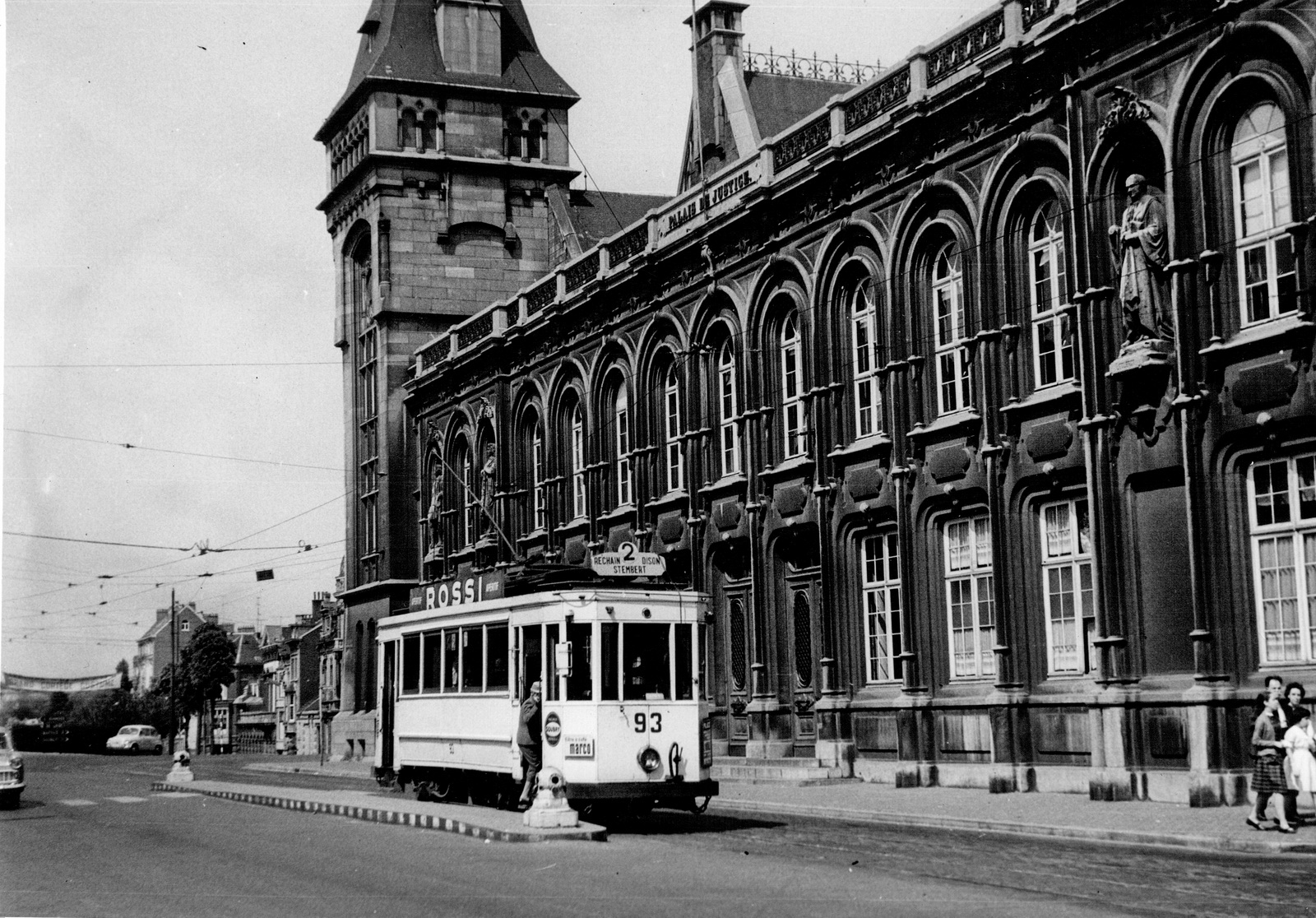
La façade sud en 1962